# Soukkio
Soukkio är en sjö i kommunen Kangasniemi i landskapet Södra Savolax i Finland. Sjön ligger 100,7 meter över havet. Arean är 1,52 kvadratkilometer och strandlinjen är 19,95 kilometer lång. Sjön  ingår i Kymmene älvs huvudavrinningsområde.   Den ligger omkring 40 kilometer nordväst om S:t Michel och omkring 230 kilometer nordöst om Helsingfors. 
I sjön finns öarna Ukkosaari och Tiilikkasaari. 